# Rhysida caripensis
Rhysida caripensis är en mångfotingart som beskrevs av González-Sponga 2002. Rhysida caripensis ingår i släktet Rhysida och familjen Scolopendridae.
Artens utbredningsområde är Venezuela. Inga underarter finns listade i Catalogue of Life.